# Exton, Pennsylvania
Exton är en ort i Chester County i delstaten Pennsylvania, USA.